# Cha Min-kyu
Cha Min-kyu (16 maart 1993, Anyang) is een Zuid-Koreaanse langebaanschaatser. Cha Min-Kyu is gespecialiseerd op de sprintafstanden 500m en 1000m met een voorkeur voor de 500m. Zo reed hij twee keer naar een podiumplaats bij een World Cup over 500m.
Als gevolg van de Coronapandemie nam Cha Min-kyu in het seizoen 2020-2021, evenals andere Aziatische schaatsers, niet deel aan internationale wedstrijden. 

## Persoonlijke records
| Afstand    | Tijd    | Datum             | Baan           |
| ---------- | ------- | ----------------- | -------------- |
| 500 meter  | 34,03   | 10 maart 2019     | Salt Lake City |
| 1000 meter | 1.07,32 | 12 december 2021  | Calgary        |
| 1500 meter | 1.51,33 | 10 september 2016 | Calgary        |
| 3000 meter | 4.09,69 | 20 januari 2016   | Seoul          |

(bijgewerkt tot en met: 12 december 2021)

## Resultaten
| Jaar | WK Sprint                | WK Afstanden         | Olympische Spelen  | Wereldbeker        | WK Junioren       |
| ---- | ------------------------ | -------------------- | ------------------ | ------------------ | ----------------- |
| 2012 |                          |                      |                    |                    | 5e 500m 10e 1000m |
|      |                          |                      |                    |                    |                   |
| 2017 |                          | 12e 500m             | 18e 500m 22e 1000m |                    |                   |
| 2018 | 11e (11e, 10e, 15e, 11e) |                      | 500m · 12e 1000m   | 17e 500m           |                   |
| 2019 |                          | 4e 500m · teamsprint |                    | 6e 500m 27e 1000m  |                   |
| 2020 | · (5e, 11e, , 4e)        | 7e 500m              | 15e 500m 51e 1000m |                    |                   |
|      |                          |                      |                    |                    |                   |
| 2022 |                          |                      | 500m · 18e 1000m   | 19e 500m 17e 1000m |                   |
| 2023 |                          | 15e 500m             |                    | 13e 500m           |                   |
| 2024 |                          |                      | 21e 500m 55e 1000m |                    |                   |
| 2025 |                          | 7e teamsprint        | 21e 500m 34e 1000m |                    |                   |